# Rafael de Pina Milán
Rafael de Pina Milán (Iecla, 1888 - Mèxic, 27 de setembre de 1966) va ser un destacat jurista processalista i polític republicà espanyol.
Després de la formació bàsica, estudio la carrera de Dret a la Universitat de Valladolid. Després es va traslladar a Madrid, en què la seva universitat Central va realitzar el doctorat mentre treballava com a periodista parlamentari. En la dècada de 1920 va obtenir per oposició la càtedra de dret processal civil i penal de la Universitat de La Laguna, traslladant-se a Canàries on va exercir la docència. Durant l'estada a les illes es va afiliar a Unió Republicana. Amb l'arribada de la Segona República el 1931, va ser nomenat governador civil de Santa Cruz de Tenerife, càrrec que va exercir fins a la victòria electoral de la dreta el 1933. Va abandonar Canàries per incorporar-se a la càtedra de dret processal a la Universitat de Sevilla. En les eleccions generals de 1936 va obtenir l'acta de diputat a Corts per la circumscripció de Sevilla dins de la candidatura del Front Popular.
Quan es va produir cop d'estat del 18 de juliol de 1936 que va donar lloc a la Guerra Civil, va aconseguir situar a la seva família a Girona, lluny del front i de les atrocitats que es cometien a la província de Sevilla sota l'ocupació dels revoltats. Durant el conflicte va estar al servei de la legalitat republicana en diverses destinacions a Andalusia, fins que en els últims dies de la guerra va fugir per la frontera francesa camí de l'exili a França, on es va unir a la seva família. Gràcies al Servei d'Evacuació de Refugiats Espanyols (SERE) va poder marxar a Mèxic en un difícil viatge. En arribar a la capital mexicana va poder començar a fer classes a l'Institut Luis Vives creat per l'exili espanyol. El 1945 va aconseguir plaça com a catedràtic a l'aleshores Escola Nacional de Jurisprudència, més tard convertida en la Facultat de Dret de la Universitat Nacional Autònoma de Mèxic (UNAM). En la seva activitat docent universitària va aconseguir alts graus de responsabilitat, i va ser nomenat doctor ex officio el 1950.